# Scotoecus hirundo
Scotoecus hirundo е вид прилеп от семейство Гладконоси прилепи (Vespertilionidae). Видът не е застрашен от изчезване.

## Разпространение и местообитание
Разпространен е в Ангола, Гамбия, Гана, Гвинея, Демократична република Конго, Етиопия, Замбия, Камерун, Кения, Кот д'Ивоар, Малави, Мозамбик, Нигерия, Сенегал, Сиера Леоне, Танзания, Уганда, Централноафриканска република и Южен Судан.
Обитава гористи местности, савани, крайбрежия, плажове и плата.

## Описание
Теглото им е около 10,1 g.